# Jakub Wołąsiewicz

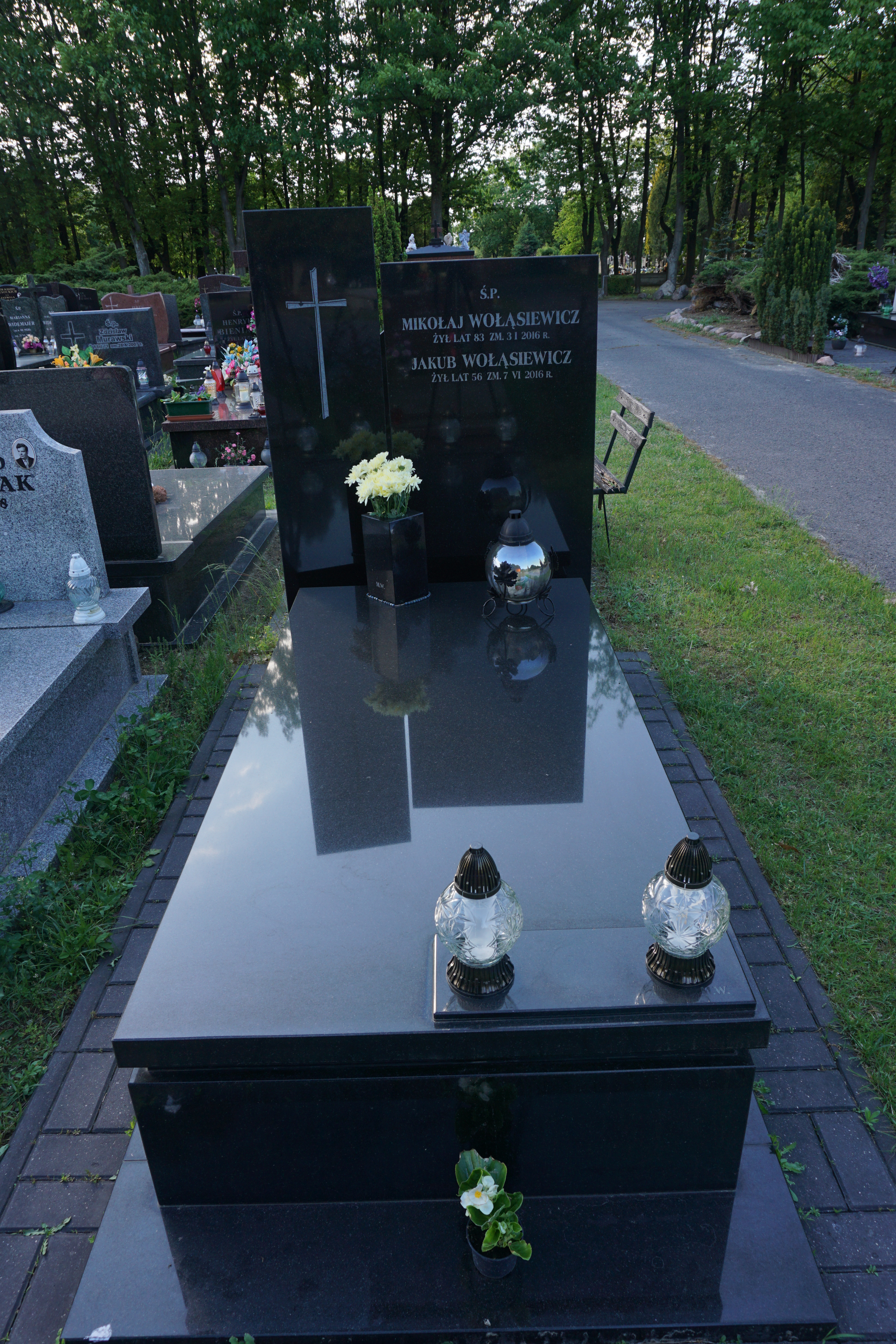
Grób Jakuba Wołąsiewicza na cmentarzu Komunalnym Północnym

Jakub Jacek Wołąsiewicz (ur. 1 lutego 1960 w Zielonej Górze, zm. 7 czerwca 2016) – polski urzędnik państwowy i dyplomata w stopniu ambasadora tytularnego, ambasador RP w Estonii (1994–2001), Konsul Generalny RP w Doniecku (2013–2015), znawca praw człowieka. 

## Życiorys
Pochodził z rodziny kresowej. W 1984 ukończył studia na Wydziale Prawa Uniwersytetu Warszawskiego, po czym uzyskał zatrudnienie w Ministerstwie Spraw Zagranicznych. Pracował m.in. w Departamencie Prawno-Traktatowym, Departamencie Współpracy z Polonią i Polakami za Granicą, Departamencie Europy i Departamencie do spraw Postępowań przed Międzynarodowymi Organami Ochrony Praw Człowieka, w tym jako wicedyrektor i dyrektor. W latach 1994–2001 był ambasadorem RP w Estonii. Od 28 października 2003 do 2 lipca 2012 Pełnomocnik Ministra Spraw Zagranicznych do spraw Postępowań przed Europejskim Trybunałem Praw Człowieka w Strasburgu (pilotował m.in. sprawy Broniowski przeciwko Polsce oraz Janowiec i inni przeciwko Rosji (tzw. sprawa katyńska). Jako ekspert do spraw prawnych bezpośrednio po katastrofie smoleńskiej opracował notkę na temat możliwości prowadzenia śledztwa. W 2013 mianowany Konsulem Generalnym RP w Doniecku, w którym, będąc dyplomatą na trudne czasy - z sukcesem prowadził negocjacje nad uwolnieniem osób porwanych przez prorosyjskich separatystów; funkcję tę pełnił aż do likwidacji placówki 27 lutego 2015 w związku z agresją rosyjską na wschodzie Ukrainy.
Odznaczony w 2000 estońskim Orderem Krzyża Ziemi Maryjnej II klasy oraz w 2014 Odznaką Honorową „Bene Merito”.
Spoczywa na Cmentarzu Komunalnym Północnym w Warszawie.